# 国鉄タキ5200形貨車
国鉄タキ5200形貨車（こくてつタキ5200がたかしゃ）は、1955年（昭和30年）から製作された、メタノール専用の 30 t 積 貨車（タンク車）である。
私有貨車として製作され、日本国有鉄道（国鉄）に車籍編入された。1987年（昭和62年）4月の国鉄分割民営化後は日本貨物鉄道（JR貨物）に車籍を承継された。

## 概要
タキ5200形は、1955年（昭和30年）3月16日から1968年（昭和43年）2月29日にかけて17ロット109両（タキ5200 - タキ5262、タキ5265 - タキ5299、タキ25200 - タキ25210）が日本車輌製造・日立製作所・飯野重工業・富士車輌・新三菱重工業・富士重工業にて製作（改造による編入車を含む）された。
タキ5263 - タキ5264は当初より欠番である。
1979年（昭和54年）10月より化成品分類番号「燃31」（燃焼性の物質、引火性液体、危険性度合2（中））が標記された。
キセ（外板）なしドーム付きタンク車であり、荷役方式はマンホールによる上入れ、吐出管による下出し式である。
落成時の所有者は日本瓦斯化学工業（その後合併により三菱瓦斯化学に社名変更）・住友化学工業・東洋高圧工業・日本石油輸送・三菱鉱業・日産化学工業・三菱商事・協和ガス化学工業・三井物産・日本陸運産業の10社である。日本陸運産業所有の5両（タキ5291 - タキ5292、タキ25208 - タキ25210）は全て他形式であるタキ1500形からの改造による編入車である。
塗色は黒であり、全長は13,700mm、全幅は2,500mm、全高は3,868mm、台車中心間距離は9,600mm、実容積は38.0m3 - 41.0m3､自重は18.3t - 20.2t、換算両数は積車5.0、空車2.0、最高運転速度は75km/h、台車はベッテンドルフ式のTR41Cである。
また、一部の車両は台車をTR209に振り替えたものも存在した。
1987年（昭和62年）4月の国鉄分割民営化時には66両の車籍がJR貨物に継承され、2002年（平成14年）6月に最後まで在籍した2両（タキ5266、タキ5295）が廃車となり同時に形式消滅となった。

## 年度別製造数
各年度による製造会社と両数、所有者は次のとおりである。（所有者は落成時の社名）
- 昭和29年度 - 3両
  - 日本車輌製造 3両 日本瓦斯化学工業（タキ5200 - タキ5202）
- 昭和31年度 - 3両
  - 日立製作所 1両 住友化学工業（タキ5203）
  - 日立製作所 2両 東洋高圧工業（タキ5204 - タキ5205）
- 昭和32年度 - 11両
  - 飯野重工業 2両 日本瓦斯化学工業（タキ5206 - タキ5207）
  - 富士車輌 3両 東洋高圧工業（タキ5208 - タキ5210）
  - 日本車輌製造 6両 日本瓦斯化学工業（タキ5211 - タキ5216）
- 昭和33年度 - 32両
  - 日本車輌製造 32両 日本石油輸送（タキ5217 - タキ5248）
- 昭和34年度 - 14両
  - 新三菱重工業 14両 三菱鉱業（タキ5249 - タキ5262）
- 昭和37年度 - 26両
  - 日立製作所 12両 日産化学工業（タキ5265 - タキ5276）
  - 新三菱重工業 4両 三菱商事（タキ5277 - タキ5280）
  - 富士重工業 5両 協和ガス化学工業（タキ5281 - タキ5285）
  - 富士重工業 5両 三井物産（タキ5286 - タキ5290）
- 昭和38年度 - 2両
  - 東急車輛製造（改造所） 2両 日本陸運産業（タキ1520、タキ1529→タキ5291 - タキ5292、種車は昭和27年度川崎車輌製）
- 昭和39年度 - 5両
  - 富士重工業 5両 日産化学工業（タキ5293 - タキ5297）
- 昭和41年度 - 5両
  - 富士重工業 5両 日産化学工業（タキ5298 - タキ5299、タキ25200 - タキ25202）
- 昭和42年度 - 8両
  - 富士重工業 5両 日産化学工業（タキ25203 - タキ25207）
  - 東急車輛製造（改造所） 3両 日本陸運産業（タキ1511 - タキ1513→タキ25208 - タキ25210、種車は昭和27年度川崎車輌製）

## 他形式への改造

### タキ3000形
1963年（昭和38年）の6月から10月にかけて17両（タキ5227 - タキ5228、タキ5230 - タキ5239、タキ5241 - タキ5245）が改造されタキ3000形（タキ33015 - タキ33021、タキ33041 - タキ33044、タキ33051 - タキ33054、タキ33060 -タキ33061）となった。

### タキ6900形
1959年（昭和34年）10月6日に日立製作所にて1両 （タキ5203）が改造されタキ6900形タキ6910となった。
その後1986年（昭和61年）10月31日に廃車となった。